# Camí de Vallderrós
El Camí de Vallderrós és un camí municipal asfaltat en més de la meitat del recorregut del poble de Riells del Fai, en el terme municipal de Bigues i Riells, al Vallès Oriental.
Enllaça la Sagrera de Riells del Fai amb la Vall Blanca, a través del Camí de la Vall Blanca. Arrenca a peu de la carretera BV-1483, passant de primer pel costat esquerre del torrent de Llòbrega, fins que el travessa i torna enrere per la riba dreta, enlairant-se una mica, per resseguir tota la Vall Blanca. A l'extrem oriental d'aquest nucli de població en surt cap al nord-est el Camí de l'Alzina Rodona.

## Etimologia
Es tracta d'un topònim romànic modern, de caràcter descriptiu: és el camí que mena a la vall de Vallderrós i a la urbanització homònima des de Riells del Fai.